# Rivaldo
Borba Ferreira (sinh ngày 19 tháng 4 năm 1972 tại Paulista, Pernambuco), được biết đến nhiều nhất với tên Rivaldo (phát âm tiếng Bồ Đào Nha: [ʁiˈvawdu]), là một cựu cầu thủ bóng đá Brasil chơi ở vị trí tiền vệ. Anh từng được FIFA bầu là Cầu thủ xuất sắc nhất năm 1999 và đoạt Quả Bóng Vàng năm 1999.
Giai đoạn nổi bật nhất trong sự nghiệp của Rivaldo là 5 năm thi đấu tại câu lạc bộ xứ Catalan Barcelona, khi mà anh giúp câu lạc bộ này giành được chức vô địch La Liga 2 năm liên tiếp (1998 - 1999) và Copa del Rey 1998, cũng trong giai đoạn này anh góp công lớn đưa Brasil lên ngôi vô địch thế giới lần thứ 5. Tháng 4 năm 2004, anh được Vua Pelé đưa vào danh sách 125 cầu thủ còn sống vĩ đại nhất.
Trong khoảng thời gian từ 1993 đến 2003, Rivaldo đã chơi 86 trận và ghi 36 bàn cho đội tuyển bóng đá quốc gia Brazil (vàng - xanh), và là một trong những nhân tố chính giúp đội này đoạt FIFA World Cup năm 2002. Ở vai trò tiền vệ tấn công, anh được xem như là người có khả năng kiến thiết trận đấu tốt và mang nhiều những phẩm chất kỹ thuật điêu luyện. Anh còn nổi tiếng với những cú sút lật bàn đèn.

## Thiếu niên
Rivaldo sinh ra trong một gia đình rất nghèo khổ, nằm trong khu ổ chuột ở gần thành phố cảng Recife. Bề ngoài của anh hiện vẫn in đậm những dấu ấn nhọc nhằn từ thuở ấu thơ: đôi chân vòng kiềng và hàm răng bị mất mấy cái. Ông Romildo, cha của anh đã bị chết trong một tai nạn đường sắt từ năm 1989. Một năm sau sự mất mát này, Rivaldo đã bắt đầu sự nghiệp bóng đá chuyên nghiệp của mình.

## Sự nghiệp

### Bắt đầu tại Brasil
Rivaldo trở thành cầu thủ chuyên nghiệp từ 17 tuổi, khi ký hợp đồng với Paulista vào năm 1989.. Ông Paulista, huấn luyện viên của đội thường tỏ ra không tin tưởng cái thân thể yếu ớt của anh, điều này làm anh khó chịu. Anh chuyển sang chơi cho Santa Cruz FC từ 1991. Năm 1992, anh sang miền bắc ký hợp đồng với São Paulo nơi anh đã chơi cho Mogi Mirim EC. Vào năm 1993, anh lại chuyển sang thủ đô để chơi cho SC Corinthians tại giải hạng nhất. Sau vài năm thể hiện mình, anh được gọi tên vào đội tuyển bóng đá quốc gia Brasil, và ghi bàn ngay trong trận ra mắt, đó là trận đấu giao hữu giữa đội nhà và Mexico.
Vào năm tiếp theo, anh chấm dứt hợp đồng với câu lạc bộ cũ và chuyển đến SE Palmeiras, giúp câu lạc bộ này bảo vệ thành công chức vô địch vào năm 1994. Khoảng giữa năm 1993 và 1994, anh được tạp chí uy tín Placar Magazine trao giải Bola de Prata cho cầu thủ giỏi nhất khu vực. Anh được chọn làm người đại diện cho Brazil tại Olympics Atlanta 1996. Tuyển Brasil lần này giành được huy chương đồng, bản thân Rivaldo đã làm một cuộc tỏa sáng giúp Brasil thắng Nigeria, và từ đó, có mặt thường xuyên trong đội hình của Mario Zagallo, huấn luyện viên đương nhiệm của đội tuyển.

### Sang châu Âu
Trước khi Olympic 1996 diễn ra, câu lạc bộ Parma F.C. thông tin rằng họ đã ký hợp đồng với Rivaldo và đồng đội Amaral của anh từ Paimeras. Sau Olympics, chuyện đó không xảy ra, và thay vì đến Ý, Rivaldo sang Tây Ban Nha để đá cho Deportivo La Coruña ở giải La Liga. Anh chỉ ở đó 1 mùa giải, song đã để lại ấn tượng bằng những thành tích tốt. Rivaldo là một trong bốn vua phá lưới của mùa bóng với 21 bàn sau 41 trận, giúp Deportivo cán đích ở vị trí thứ 3. Năm 1997, Rivaldo được chuyển sang FC Barcelona, bằng một cuộc chuyển nhượng trị giá 4 tỷ peseta Tây Ban Nha (khoảng 26 triệu đô-la).
Trong mùa bóng đầu với Barcelona, anh là cầu thủ ghi bàn nhiều thứ 2 với 19 bàn sau 34 trận, giúp Barcelona lập cú Đúp: chức vô địch La Liga và Copa del Rey. Rivaldo sau đó trở lại tuyển quốc gia để tham dự World Cup 1998, ghi được 3 bàn, hai bàn nằm trong trận tứ kết thắng Đan Mạch 3-2. Rivaldo không được gọi vào tuyển quốc gia để tham dự Cúp bóng đá Nam Mỹ 1997, và là một trong những cầu thủ chủ chốt làm nên thành công cho Brasil tại Cúp bóng đá Nam Mỹ 1999. Rivaldo đã ghi được 5 bàn trong giải này, trong đó một bàn thắng quan trọng từ quả phạt trực tiếp đã giúp Brasil đả bại Argentina 2-1 tại vòng tứ kết, và 2 bàn cho trận chung kết thắng Uruguay 3-0. Anh được bầu làm cầu thủ xuất sắc nhất giải này.
Năm 1999, anh giành được thêm một chức vô địch La Liga với Barcelona, và lại là cầu thủ ghi bàn nhiều thứ hai của giải. Cũng trong năm đó, Rivaldo được bầu là Cầu thủ xuất sắc nhất năm của FIFA và giành được Quả bóng vàng châu Âu. Trong mùa bóng thứ 3 với Barcelona, Rivaldo bất đồng với huấn luyện viên trưởng Louis van Gaal, khi anh chỉ chịu chơi ở vị trí tiền vệ kiến thiết, chứ không chịu chơi bên cánh trái. Trong thời gian này tuy quan hệ với van Gaal rất căng thẳng, Rivaldo vẫn ghi được 10 bàn tại đấu trường UEFA Champions League, giúp đội bóng vào đến bán kết. Van Gaal thì bị sa thải vào tháng 6 năm 2000. Đến mùa giải La Liga 2000 - 2001, Rivaldo lại một lần nữa là cầu thủ ghi bàn nhiều thứ 2. Trong trận đấu cuối cùng của mùa bóng đó, gặp Valencia CF, Rivaldo ghi một cú hat-trick giúp đội thắng 3-2. Bàn thắng thứ 3 ở phút thứ 90 trong trận này là một bàn thắng kinh điển, đó là một pha lật bàn đèn được phối hợp từ nhiều động tác kỹ thuật: đỡ bóng bằng ngực, xoay người và ngả người móc bóng, nó cũng được coi là bàn thắng tuyệt vời nhất trong sự nghiệp của anh.

### World Cup 2002
Rivaldo trở thành một trong những nhân vật trung tâm của sự chỉ trích mỗi khi Brazil không chiến thắng, kể từ Olympics 1996, sau khi anh hứa sẽ giữ vững phong độ tại đội tuyển quốc gia như khi đá cho câu lạc bộ. Đến giải bóng đá tiền World Cup 2002, phong độ nghèo nàn của Brasil khiến cho cả đội bị khán giả la ó đủ điều, đến mức mà sau trận thắng 1-0 trước Colombia vào tháng 12 năm 2000, Rivaldo dọa rằng anh sẽ nghỉ thi đấu cho tuyển quốc gia.
Thời gian này, vì phong độ tốt, anh chịu sự tranh giành giữa câu lạc bộ Barcelona và tuyển Brasil. Mùa hè năm 2001, có lần Rivaldo phải sang Panama đá 1 trận đấu mang tính trình diễn giữa Brasil với Panama, rồi bay sang Ba Lan để đá cho Barcelona, rồi lại về Brazil cho một trận đấu với Paraguay, tất cả diễn ra trong vòng 10 ngày.
Đỉnh cao trong sự nghiệp bóng đá quốc tế của Rivaldo là tại World Cup 2002, tổ chức ở Hàn Quốc và Nhật Bản. Anh ghi bàn liên tục trong 5 trận đầu cho Brasil. Tiền đạo Ronaldo trong một bài phỏng vấn sau trận đấu thứ tư của đội tuyển, đã cho rằng có sự giữa anh và Rivaldo có sự kình địch. Rivaldo, khi trả lời, đã nhấn mạnh rằng mục đích chính của anh là trở thành nhà vô địch thế giới. Rivaldo lại có bàn thắng ngoạn mục vào lưới Bỉ tại vòng 2. Sau đó huấn luyện viên đội Bỉ là ông Robert Waseige đã nhận xét anh là nhân tố quyết định chiến thắng. Tiền vệ trẻ lúc đó là Ronaldinho giúp Rivaldo ghi thêm 1 bàn thắng nữa trong trận thắng Anh 2-1 ở tứ kết. Brasil gặp Đức ở chung kết, và chiến thắng 2-0 để lên ngôi vô địch. Cả hai bàn thắng của Ronaldo đều có sự tham gia của Rivaldo, trong đó bàn thắng thứ hai là sau một pha bỏ bóng đẹp mắt.
Năm 2002, tuy là nhân tố chính của một giải đấu thành công, nhưng Rivaldo đã để hoen ố hình ảnh của mình không ít. Chuyện xảy ra trong trận đấu đầu tiên của đội với Thổ Nhĩ Kỳ: trong những phút cuối của trận, khi bóng đã ra ngoài sân, hậu vệ Thổ Nhĩ Kỳ Hakan Ünsal bực bội đá bóng trúng Rivaldo, khi anh đang chờ ở chấm phạt góc. Quả bóng chỉ văng trúng tay, nhưng Rivaldo lại nằm xuống ôm mặt. Pha ăn vạ này khiến trọng tài đưa cầu thủ Thổ Nhĩ Kỳ rời sân với chiếc thẻ vàng thứ hai. Nhưng sau khi FIFA xem lại băng video, họ đã phạt Rivaldo 11,670 Swiss Francs tội ăn vạ, cộng với 1,670 tiền phí tổn.

### Rời Barcelona
Vào tháng 6 năm 2002, một sự kiện lớn đã ảnh hưởng đến sự nghiệp của Rivaldo, đó là huấn luyện viên van Gaal, người có hiềm khích với anh từ trước, lại trở về làm huấn luyện viên Barcelona. Rivaldo ngay sau đó đã hủy bỏ hợp đồng với câu lạc bộ Tây Ban Nha, và ký một hợp đồng thời hạn 3 năm với câu lạc bộ Ý AC Milan. Với Milan, anh đoạt Coppa Italia và chức vô địch UEFA Champions League vào năm 2003. Thời gian ở Milan, anh không làm được như kỳ vọng. Rivaldo rời câu lạc bộ sau một thời gian đá bóng ít mà chấn thương thì nhiều. Trở lại Brazil, anh đá cho Cruzeiro tại Belo Horizonte. Đến năm 2004 anh lại về châu Âu, gia nhập câu lạc bộ Hy Lạp Olympiacos F.C., sau khi từ chối lời mời sang Premier League chơi cho Bolton.

### Tại Hy Lạp
Rivaldo đã ghi một số bàn thắng đáng nhớ tại giải vô địch Hy Lạp mùa bóng 2004-05, trong màu áo sọc của Olympiacos, đáng kể nhất là một bàn thắng tại trận chung kết Cúp Hy Lạp. Rivaldo đã sút phạt thành bàn 2 lần trong mùa giải đó, đầu tiên là trong trận derby với Panathinaikos và bàn thứ hai trong trận gặp câu lạc bộ Anh Liverpool tại UEFA Champions League. Anh cũng ghi 1 bàn quyết định trong trận thắng 1-0 cuối mùa giải với Thessaloniki, giúp đội nhà bảo vệ thành công chức vô địch.
Rivaldo tiếp tục ghi nhiều bàn quan trọng tại UEFA Champions League năm sau, trong đó có một bàn vào lưới Real Madrid, nhưng chừng đó chưa đủ để đưa Olympiacos tiến sâu vào giải đấu khắc nghiệt này, họ bị loại sau vòng bảng. Sau đó anh ký một hợp đồng mới với Olympiacos ở tuổi 34. Vào tháng 6 năm 2006, Rivaldo tuyên bố mùa bóng 2006-2007 với Olympiacos sẽ là mùa bóng cuối cùng anh ở Châu Âu, trước khi trở lại Brasil. Nhưng anh lại thay đổi quyết định và ở lại 1 năm nữa. Mùa 2006-2007 cũng là mùa giải tốt nhất kể từ khi anh đến Olympiakos: ghi 17 bàn sau 27 trận, và giành chiến thắng tại giải Superleague.
Trong một lần phỏng vấn, Rivaldo phát biểu rằng "người hâm mộ ở Olympiacos thật tuyệt", và là tuyệt nhất trong những câu lạc bộ anh từng trải qua.
Rivaldo rời Olympiakos vào cuối mùa bóng 2006-2007 do không đạt được thỏa thuận về mức lương, sau 81 trận đấu và 43 bàn thắng cho câu lạc bộ. Anh gia nhập AEK Athens FC vào 29 tháng 5 năm 2007, đó là một sự kiện lớn trong lịch sử của đội bóng.
Tại AEK Athens Rivaldo chơi dưới sự dẫn dắt của Llorenç Serra Ferrer, từng thân với anh tại Barcelona. Anh mở đầu sự nghiệp tại AEK bằng một bàn thắng trong trận giao hữu. Anh ghi một cú lật bàn đèn nữa tại vòng 1 UEFA Cup trong trận đấu với FC Red Bull Salzburg. Trong trận đấu với Olympiacos, Rivaldo đã đưa AEK giành chiến thắng 4-0 trước đội bóng cũ.

### Tại Uzbekistan
Ngày 25 tháng 8 năm 2008, Rivaldo tuyên bố anh đồng ý rời Hy Lạp để chuyển sang chơi cho FC Bunyodkor, một câu lạc bộ của Uzbekistan, tại đây anh sẽ nhận mức lương 10,2 triệu Euro 1 năm. Ngay trong trận ra mắt vào ngày 8 tháng 9 năm 2008, anh đã lập 1 cú đúp giúp đội vượt qua Mash'al với tỉ số 2-0. Tuy vậy, anh không thể giúp đội bóng tiến sâu vào Cúp C1 châu Á. Đội đã phải chịu thất bại 0-3 trước các cầu thủ đến từ Úc, Adelaide United tại vòng bán kết.

## Thống kê sự nghiệp

### Câu lạc bộ
Số liệu thống kê tính đến năm 2010.
| Câu lạc bộ          | Mùa giải       | Giải | Giải | Cúp  | Cúp | Châu lục | Châu lục | Tổng cộng | Tổng cộng |
| Câu lạc bộ          | Mùa giải       | Trận | Bàn  | Trận | Bàn | Trận     | Bàn      | Trận      | Bàn       |
| ------------------- | -------------- | ---- | ---- | ---- | --- | -------- | -------- | --------- | --------- |
| Mogi Mirim          | 1992           | 30   | 10   | -    | -   | -        | -        | 30        | 10        |
| Mogi Mirim          | Tổng cộng      | 30   | 10   | -    | -   | -        | -        | 30        | 10        |
| Corinthians         | 1993           | 19   | 11   | -    | -   | -        | -        | 19        | 11        |
| Corinthians         | 1994           | 22   | 6    | -    | -   | -        | -        | 22        | 6         |
| Corinthians         | Tổng cộng      | 41   | 17   | -    | -   | -        | -        | 41        | 17        |
| Palmeiras           | 1994           | 29   | 13   | -    | -   | -        | -        | 29        | 13        |
| Palmeiras           | 1995           | 45   | 17   | -    | -   | -        | -        | 45        | 17        |
| Palmeiras           | 1996           | 30   | 23   | -    | -   | -        | -        | 30        | 23        |
| Palmeiras           | Tổng cộng      | 104  | 53   | -    | -   | -        | -        | 104       | 53        |
| Deportivo la Coruña | 1996-97        | 41   | 21   | 5    | 1   | -        | -        | 46        | 22        |
| Deportivo la Coruña | Tổng cộng      | 41   | 21   | 5    | 1   | -        | -        | 46        | 22        |
| Barcelona           | 1997-98        | 34   | 19   | 9    | 8   | 8        | 0        | 51        | 28        |
| Barcelona           | 1998-99        | 37   | 24   | 5    | 2   | 6        | 3        | 48        | 29        |
| Barcelona           | 1999-00        | 31   | 12   | 5    | 1   | 14       | 10       | 50        | 23        |
| Barcelona           | 2000-01        | 35   | 23   | 5    | 2   | 13       | 11       | 53        | 36        |
| Barcelona           | 2001-02        | 20   | 8    | 0    | 0   | 13       | 6        | 33        | 14        |
| Barcelona           | Tổng cộng      | 157  | 86   | 24   | 13  | 54       | 30       | 235       | 130       |
| Milan               | 2002-03        | 22   | 5    | ?    | ?   | 13       | 2        | 35        | 7         |
| Milan               | 2003-04        | 0    | 0    | 0    | 0   | 0        | 0        | 0         | 0         |
| Milan               | Tổng cộng      | 22   | 5    | ?    | ?   | 13       | 2        | 35        | 7         |
| Cruzeiro            | 2004           | 2    | 1    | -    | -   | -        | -        | 2         | 1         |
| Cruzeiro            | Tổng cộng      | 2    | 1    | -    | -   | -        | -        | 2         | 1         |
| Olympiacos          | 2004-05        | 23   | 12   | ?    | ?   | 6        | 1        | 29?       | 13?       |
| Olympiacos          | 2005-06        | 22   | 7    | ?    | ?   | 5        | 2        | 27?       | 9?        |
| Olympiacos          | 2006-07        | 25   | 17   | ?    | ?   | 6        | 0        | 31?       | 17?       |
| Olympiacos          | Tổng cộng      | 70   | 36   | ?    | ?   | 17       | 3        | 87?       | 39?       |
| AEK Athens          | 2007-08        | 29   | 8    | ?    | ?   | 2        | 1        | 31?       | 9?        |
| AEK Athens          | Tổng cộng      | 29   | 8    | ?    | ?   | 2        | 1        | 31?       | 9?        |
| Bunyodkor           | 2008           | 12   | 7    | ?    | ?   | 4        | 1        | 16?       | 8?        |
| Bunyodkor           | 2009           | 30   | 20   | ?    | ?   | 9        | 1        | 39?       | 21?       |
| Bunyodkor           | 2010           | 11   | 6    | ?    | ?   | 2        | 2        | 13?       | 8?        |
| Bunyodkor           | Tổng cộng      | 53   | 33   | ?    | ?   | 15       | 4        | 68?       | 37?       |
| Bunyodkor           | Tổng sự nghiệp | 549  | 270  | 29?  | 14? | 101      | 40       | 679?      | 324?      |

### Đội tuyển quốc gia
| Đội tuyển bóng đá Brasil | Đội tuyển bóng đá Brasil | Đội tuyển bóng đá Brasil |
| Năm                      | Trận                     | Bàn                      |
| ------------------------ | ------------------------ | ------------------------ |
| 1993                     | 1                        | 1                        |
| 1994                     | 1                        | 0                        |
| 1995                     | 5                        | 1                        |
| 1996                     | 2                        | 2                        |
| 1997                     | 4                        | 1                        |
| 1998                     | 12                       | 4                        |
| 1999                     | 13                       | 8                        |
| 2000                     | 11                       | 8                        |
| 2001                     | 8                        | 3                        |
| 2002                     | 10                       | 5                        |
| 2003                     | 7                        | 4                        |
| Tổng cộng                | 74                       | 39                       |

### Bàn thắng ở World Cup
| #  | Thời gian           | Địa điểm                                        | Đối thủ    | Bàn thắng | Kết quả | World Cup | Vòng đấu                |
| -- | ------------------- | ----------------------------------------------- | ---------- | --------- | ------- | --------- | ----------------------- |
| 1. | 16 tháng 6 năm 1998 | Stade de la Beaujoire, Nantes, Pháp             | Maroc      | 2 - 0     | 3 – 0   | 1998      | Vòng bảng               |
| 2. | 3 tháng 7 năm 1998  | Stade de la Beaujoire, Nantes, Pháp             | Đan Mạch   | 2 – 1     | 3 – 2   | 1998      | Tứ kết                  |
| 3. | 3 tháng 7 năm 1998  | Stade de la Beaujoire, Nantes, Pháp             | Đan Mạch   | 3 - 2     | 3 – 2   | 1998      | Tứ kết                  |
| 4. | 3 tháng 6 năm 2002  | Sân vận động Munsu Cup, Ulsan, Hàn Quốc         | Thổ Nhĩ Kỳ | 2 - 1     | 2 – 1   | 2002      | Vòng bảng               |
| 5. | 8 tháng 6 năm 2002  | Sân vận động World Cup Jeju, Seogwipo, Hàn Quốc | Trung Quốc | 2 – 0     | 4 – 0   | 2002      | Vòng bảng               |
| 6. | 13 tháng 6 năm 2002 | Sân vận động World Cup Suwon, Suwon, Hàn Quốc   | Costa Rica | 2 - 4     | 2 – 5   | 2002      | Vòng bảng               |
| 7. | 17 tháng 6 năm 2002 | Sân vận động Kobe Wing, Kobe, Nhật Bản          | Bỉ         | 1 - 0     | 2 - 0   | 2002      | Vòng đấu loại trực tiếp |
| 8. | 21 tháng 6 năm 2002 | Sân vận động Shizuoka, Shizuoka, Nhật Bản       | Anh        | 1 - 1     | 1 – 2   | 2002      | Tứ kết                  |

## Thành tích
Palmeiras:
- Giải vô địch bóng đá Brasil: 1994
- São Paulo State Championship: 1994, 1996
- Euro-America Cup: 1996

Barcelona:
- La Liga: 1998, 1999
- Cúp Nhà vua Tây Ban Nha: 1998
- Siêu cúp Tây Ban Nha: 1997

Milan:
- UEFA Champions League: 2003
- Coppa Italia: 2003
- Siêu cúp châu Âu: 2003

Olympiacos:
- Greek Super League: 2005, 2006, 2007
- Greek Cup: 2005, 2006

Brazil
- FIFA World Cup
  - Vô địch 2002
  - Á quân 1998
- Cúp bóng đá Nam Mỹ: 1999
- Cúp Liên đoàn các châu lục: 1997

Danh hiệu cá nhân
- Brazilian Bola de Prata: 1993, 1994
- Cầu thủ xuất sắc nhất năm của FIFA: 1999
- Quả bóng vàng châu Âu: 1999
- Cầu thủ hay nhất năm của World Soccer: 1999
- Onze d'Or: 1999
- Vua phá lưới Cúp bóng đá Nam Mỹ 1999
- Cầu thủ xuất sắc nhất Cúp bóng đá Nam Mỹ 1999
- Cầu thủ xuất sắc nhất năm của La Liga: 1999
- Vua phá lưới UEFA Champions League: 2000
- Đội hình toàn sao: 1998, 2002
- Greek Championship best foreign player: 2006, 2007
- FIFA 100